# 樂悠居
樂悠居（英語：Indi home），位於香港新界荃灣楊屋道138號的單幢式私人住宅，發展商為華人置業轄下的廣生行，由王董建築師事務設計，管理公司為華人置業旗下的忠信物業管理。基座為翻新的樂悠circle商場，設有美食廣場。

## 會所
室外34米泳池、水療天地、室外網球場、健身室、桑拿及蒸氣浴室、兒童遊戲室、桌球室、乒乓球室、音樂室、閱讀室、卡拉OK室、網絡地帶及多用途宴會廳等。另外，45樓設有空中花園平台，可以俯瞰藍巴勒海峽汀九橋海景及荃灣市景。

## 商場
樂悠Circle前稱樂悠居商場（Indihome Shopping Arcade），樓高2層，總面積約50,000平方呎。商舖包括大家樂、金滿都越南餐廳、惠康超級市場、補習社等，並設有郵政局及順豐智能櫃等。
2012年7月10日華人置業沽售荃灣樂悠居商場及車位，由「鋪王」鄧成波以3.6億元購入。
2022年1月，鄧成波家族以6.5億沽基座商場。6月，商場展開大型翻新工程。工程完成後名字改為現稱。
2023年6月，多間餐廳開始進駐美食廣場。

## 天橋網絡
「三寶」內有天橋網絡互相連接。隨著億京發展項目映日灣於2020年4月建成，行人天橋網絡能直接連接三寶與映日灣、荃新天地2期，以至荃灣行人天橋網絡。住戶可以由樂悠商場出發，全程通過有蓋天橋及大型商場，直接接駁至Plaza88、如心廣場、海之戀商場、荃灣西鐵路站，以至荃灣鐵路站等。

## 評價

### 荃工三寶
由於入伙時爵悅庭、立坊、樂悠居毗鄰工廠區，故地產從業員俗稱「荃工三寶」。雖然隨着荃灣西的發展環境已經大大改善，以及大部分工廠現已改作其他用途，但「荃工三寶」這個名稱仍然保留。

### 窮人恩物
樂悠居於2012年曾經被地產經紀標籤為「窮人恩物」作銷售噱頭，面積753呎的單位作價410萬港元成為一時熱話。諷刺的是，9年後該單位的市價已經升破1千萬。

## 圖集

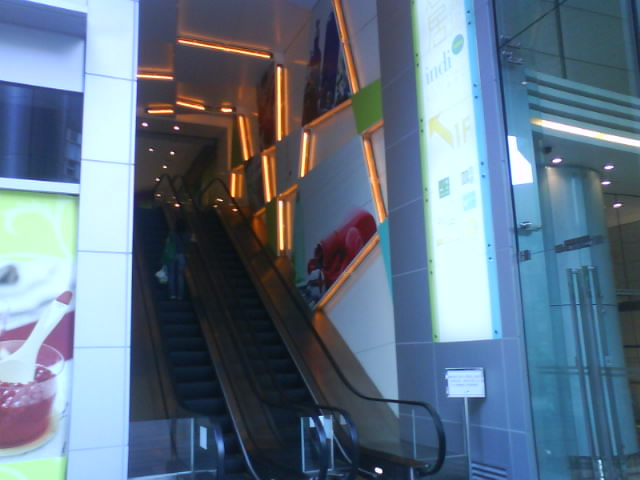
樂悠商場入口
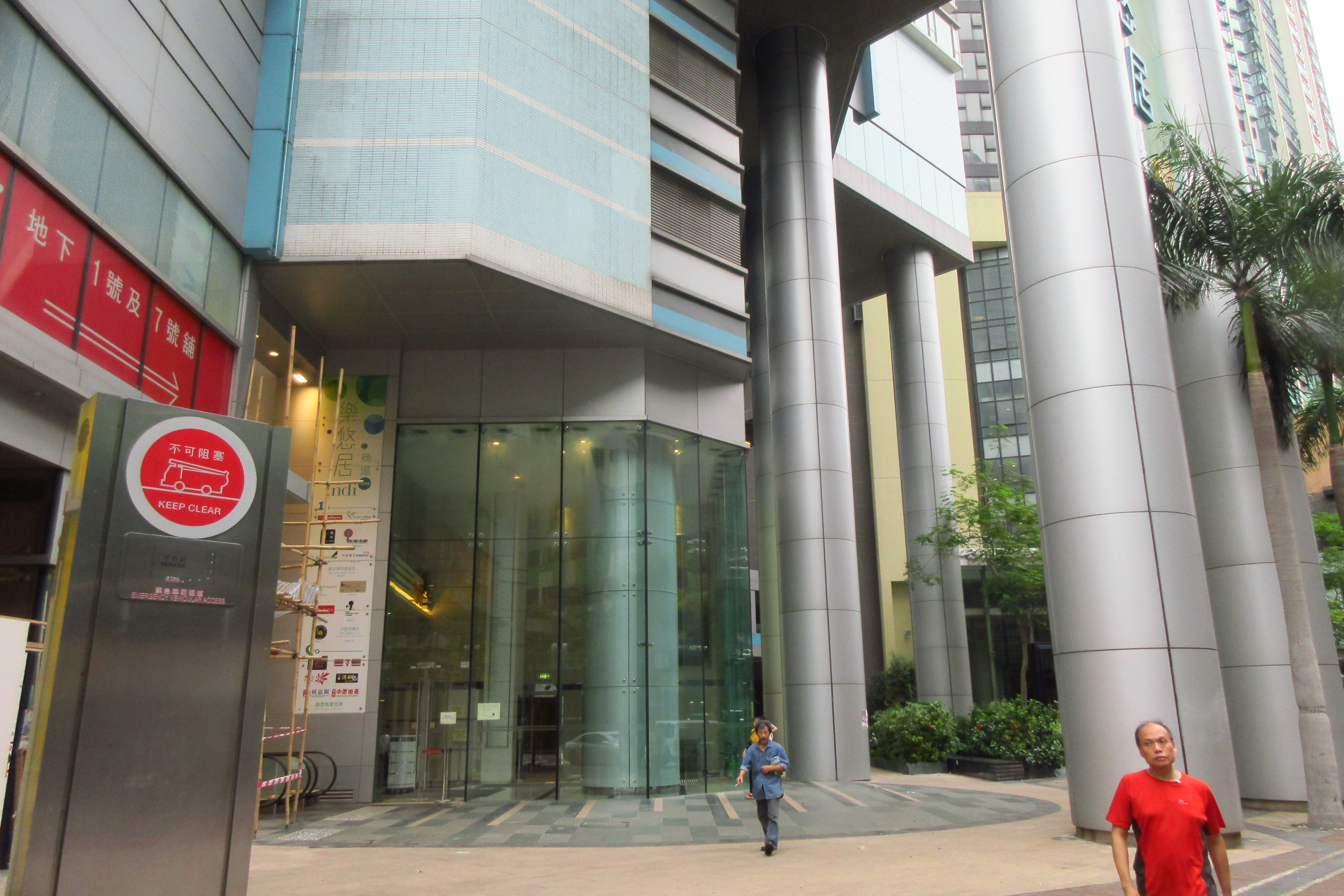
樂悠居入口
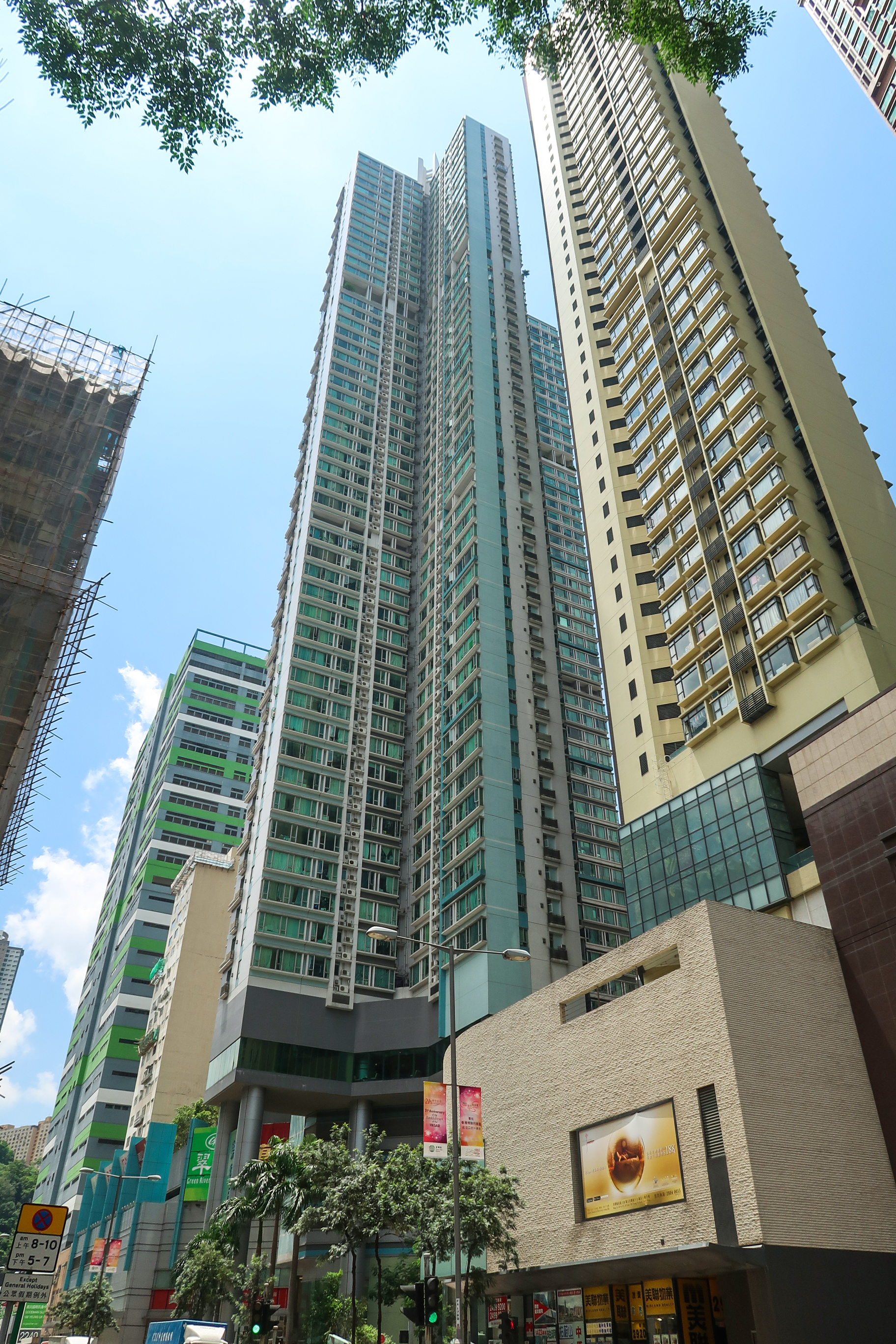
樂悠居高212米

## 外部連結
- 樂悠居業主/居民討論區
- 樂悠居 （页面存档备份，存于）
- 樂悠商場 （页面存档备份，存于）
- 樂悠居平面圖